# Wright Valley
Das Wright Valley ist das flächenmäßig größte der drei etwa parallel verlaufenden antarktischen Trockentäler, die an der westlichen Küste des McMurdo-Sunds gegenüber der Ross-Insel liegen. Es liegt zwischen dem nördlicher gelegenen Victoria Valley und dem Taylor Valley südlich davon.

## Geographie
Das Tal liegt zwischen den Gebirgszügen Olympus Range und Asgard Range und ist etwa 60 km lang und durchschnittlich 8 km breit. Der Vandasee liegt in ihm sowie 9 km weiter westlich der kleine Don-Juan-See, das Gewässer mit dem zweithöchsten Salzgehalt der Erde (nur der Gaet'ale in Äthiopien hat einen noch höheren Salzgehalt). Das Tal wird vom längsten antarktischen Fluss, dem Onyx River, durchflossen. Richtung Westen gabelt sich das Tal in North Fork und South Fork (wo der Don-Juan-See liegt) um den Dais, um sich am Oberen Wright-Gletscher in einer Gegend, die als Labyrinth bezeichnet wird, wieder zu vereinen. Am östlichen Ende des Tals, Richtung Küste, befindet sich der Untere Wright-Gletscher, an dessen Westende der Lake Brownworth liegt. In der Osthälfte des Tals fließen von Süden, aus dem Asgard Range, mehrere Gletscher in das Tal: der Meserve-Gletscher, der Newall-Gletscher und der Alberich-Gletscher, um nur einige zu nennen.

## Klima
Im antarktischen Winter (April bis Oktober) sinken die Temperaturen bis −70 °C, im Sommer (November bis März) erreichen sie nur selten den Gefrierpunkt.
An der früheren neuseeländischen Vanda-Station am gleichnamigen See wurde jedoch am 5. Januar 1974 mit +15,0 °C die höchste jemals in der Antarktis gemessene Temperatur erreicht.
Der ständig vorherrschende Wind entzieht dem Tal die letzte Feuchtigkeit, so dass es mit den beiden anderen Tälern das trockenste Gebiet der Erde ist. Schätzungen besagen, dass es dort schon seit mehreren Millionen Jahren keine Niederschläge mehr gab.

## Karten

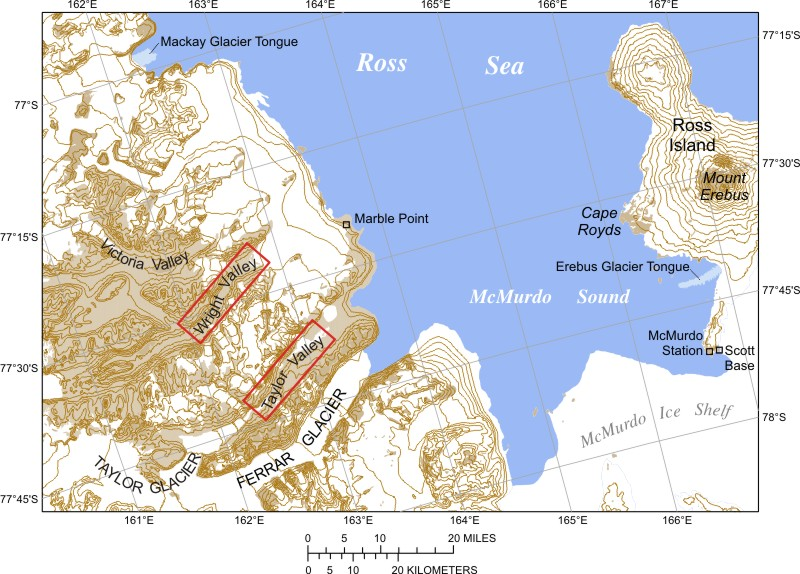
Wright Valley zwischen Victoria Valley und Taylor Valley
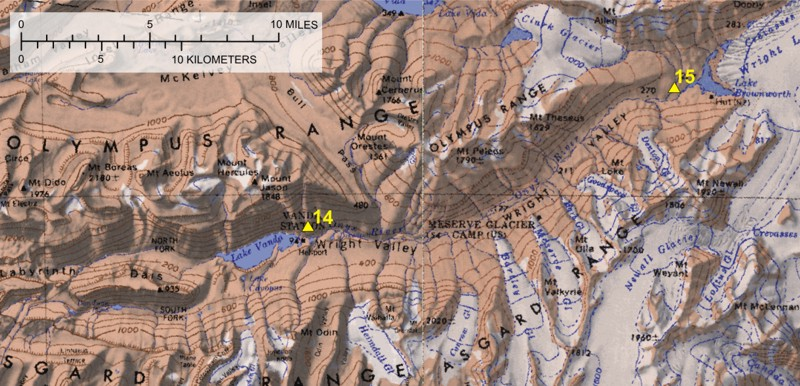
Karte des Wright Valley mit Onyx River und Vandasee